# Volo Aeroflot 2415
Il volo Aeroflot 2415 (in russo Рейс 2415 Аэрофлота?, Rejs 2415 Aeroflota) era un volo passeggeri di linea da Mosca a Leningrado che si schiantò poco dopo il decollo il 28 novembre 1976. La causa dell'incidente fu attribuita al disorientamento dell'equipaggio a causa del guasto dell'orizzonte artificiale in condizioni di scarsa visibilità.

## L'aereo
L'aereo coinvolto nell'incidente era un Tupolev Tu-104B, registrato CCCP-42471 e di proprietà della Aeroflot. L'aereo uscì dalla linea di assemblaggio dell'impianto di produzione di Kazan' il 22 febbraio 1960 e venne consegnato al Ministero dell'Aviazione Civile il 24 marzo 1960. Nei sedici anni di vita, il velivolo accumulò 22 199 ore di volo in 13 336 cicli di pressurizzazione.

## L'equipaggio
A bordo dell'aereo c'erano sei membri dell'equipaggio, di cui quattro erano nella cabina di pilotaggio e due nella cabina passeggeri.
L'equipaggio della cabina di pilotaggio era composto da:
- il comandante Boris Nikolaevič Gorochovskij;
- il copilota Igor Borisovič Nikolaev;
- il navigatore Vladimir Viktorovič Gusev;
- l'ingegnere di volo Vladimir Grigorevič Vasil'ev.

## L'incidente
Il volo 2415 decollò dall'aeroporto internazionale di Mosca-Šeremet'evo nonostante il maltempo alle 06:53 ora locale. A bordo dell'aereo c'erano sei membri dell'equipaggio e 67 passeggeri, tra cui quattro bambini. Le previsioni meteo per la sera erano nuvolose con visibilità massima di 1.500 metri. L'aereo partì dalla pista a una velocità di 290 km/h. Dopo il decollo, i piloti ridussero la potenza dei motori e contattarono via radio la torre di controllo per ricevere istruzioni su come procedere. Furono incaricati di dirigersi su una prua di 265°; eseguirono la manovra impostando gli alettoni per la virata a destra. Dopo una virata verso 265°, il Tu-104 continuò a virare verso destra, perdendo quota e aumentando di velocità, mettendo l'aereo in una ripida discesa. Il velivolo si schiantò al suolo a 9,5 chilometri dall'aeroporto, esplodendo all'impatto e provocando la morte di tutti i passeggeri e l'equipaggio a bordo.

## Le indagini
La commissione statale di supervisione per la sicurezza del volo citò tra le cause dell'incidente il guasto dell'orizzonte artificiale, la scarsa visibilità dalla cabina di pilotaggio e la mancanza di avvisi a indicare il guasto agli strumenti. A causa dei danni causati dall'incidente, fu impossibile determinare se gli alettoni avessero funzionato correttamente. Il registratore vocale della cabina di pilotaggio e il registratore dei dati di volo mancavano entrambi degli ultimi sei secondi di dati, presumibilmente a causa dei danni causati dall'incendio post-incidente. Il consiglio concluse che l'equipaggio aveva dimostrato un'eccellente calma durante l'emergenza nei loro sforzi per volare con indicazioni errate; le condizioni meteo non furono determinate essere tra le cause principali dell'incidente. Vale la pena notare che un membro del consiglio, Markov, non fu d'accordo con i risultati del rapporto e attribuì l'incidente a un errore del pilota.